# La Faim (film, 1973)
Pour les articles homonymes, voir La Faim et Hunger.
Pour plus de détails, voir Fiche technique et Distribution.
La Faim (Hunger) est un court métrage d'animation de Peter Foldes, réalisé en 1973, au Canada.
Il s'agit d'un des tout premiers films réalisés par ordinateur. Sa durée est de 11 min 22 s.

## Synopsis
Un homme, de son travail au bureau, à un dîner galant, en passant par une charcuterie, un restaurant et un supermarché, ne cesse de manger. Il grossit à vue d'œil tout au long du film. À la fin, devenu obèse, et victime d'insomnie, il prend des somnifères et s'endort. Il tombe alors dans un « vide », avant d'atterrir au milieu de nulle part. Autour de lui, des yeux apparaissent, puis des dizaines d'enfants faméliques, enfants qui finissent par le dévorer.

## Technique
Ce film, réalisé par ordinateur, est issu du travail de recherche de Nestor Burtnyk, au CNRC, qui a permis aux animateurs ne connaissant pas bien l'informatique de réaliser un court-métrage avec des « images-clés », les images intermédiaires étant créées par le système informatique. Les personnages sont blancs sur un fond monochrome. Chaque changement de plan se fait par une métamorphose soit des personnages ou du décor.

## Fiche technique
- Réalisation et dessins : Peter Foldes
- Système d'animation par ordinateur : Nestor Burtnyk, Marceli Wein et le Conseil national de recherches Canada
- Caméra : Richard Michaud et Alan Ward
- Mixage : Michel Descombes
- Montage : Pierre Lemelin
- Musique : Pierre F. Brault
- Producteur : René Jodoin
- Production : Office national du film du Canada
- Langue : sans paroles

## Récompenses
- 1974[4] :
  - Festival de Cannes : Prix du Jury dans la catégorie court métrage[5] ;
  - Festival international du film, Chicago (États-Unis) : Prix Norman McLaren et Hugo d'argent ;
  - Semaine internationale de cinéma, Nairobi (Kenya) : Impala d'or décerné au meilleur court métrage ;
  - Semaine internationale du cinéma en couleur, Barcelone (Espagne) : Médaille d'or[5] ;
  - Festival international du film, Édimbourg (Écosse) : Certificat de mérite du Jury interfilm.
- 1975[4] :
  - Festival du court métrage et de la vidéo de Yorkton (Canada) : Gerbe d'or décernée au meilleur film d'animation ;
  - International Animation Festival, New York (États-Unis) : Praxinoscope d'or[5] ;
  - Festival mondial du film d'animation BAPHA, Varna (Bulgarie) : Prix spécial dans la catégorie films de court et moyen métrage ;
  - International Film Festival, Melbourne (Australie) : Diplôme de mérite ;
  - Itinérant - American Film and Video Festival, New York (États-Unis) : Prix Blue Ribbon dans la catégorie affaires internationales ;
  - 28e cérémonie des British Academy Film Awards, Londres (Angleterre) : Meilleur film d'animation[5].